# Distretto di Requena
Il distretto di Requena è uno degli undici distretti della provincia di Requena, in Perù. Si trova nella regione di Loreto e si estende su una superficie di 3.038,56 chilometri quadrati.
Istituito il 2 luglio 1943, ha per capitale la città di Requena.